# Wakkerzeel
Wakkerzeel es un pueblo en la comuna belga de Haacht en la provincia de Brabante Flamenco. 

## Historia
Tras la redistribución de 1977 Wakkerzeel pasó a la circunscripción de Haacht.

## Infraestructuras
Wakkerzeel tiene una iglesia y casa pastoral protegidas. 
Debido al tránsito de autobuses durante Festival de Werchter han desaparecido adoquines tradicionales de las márgenes de las carreteras. 
En Wakkerzeel hay una escuela: De Kassei.
En las cercanías de Wakkerzeel se hallan todavía bunkers de defensa de la Segunda Guerra Mundial.

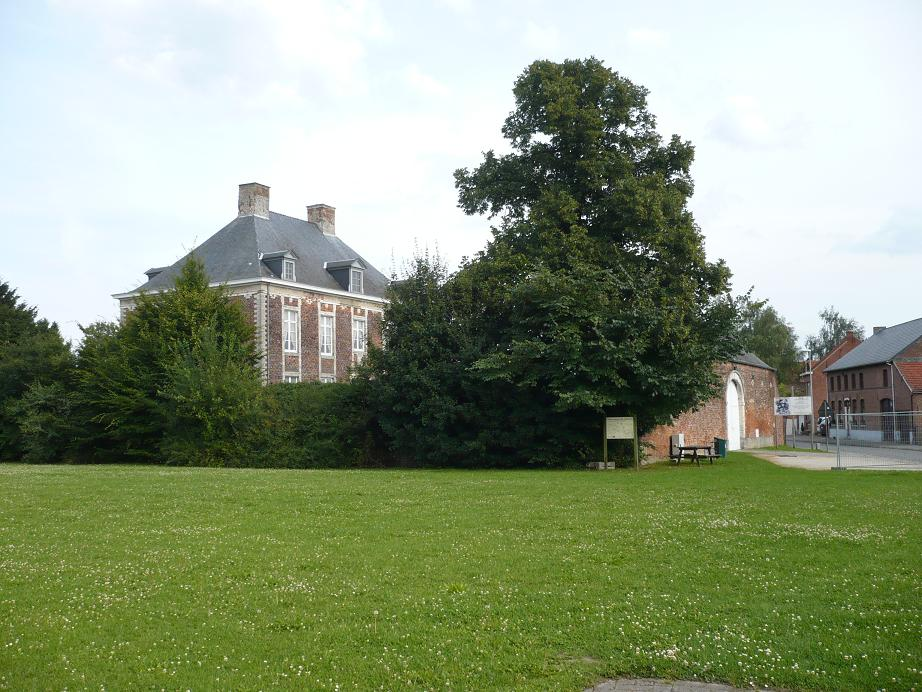
Edificio parroquial de Wakkerzeel.

- Datos: Q2146884
- Multimedia: Wakkerzeel / Q2146884